# La Grande Ville (film, 1937)
Pour les articles homonymes, voir Big City et La Grande Ville.
Pour plus de détails, voir Fiche technique et Distribution.
La Grande Ville (Big City) est un film américain réalisé par Frank Borzage et sorti en 1937.

## Synopsis
Joë Benton et sa femme Anna, qui n'est pas naturalisée, attendent un enfant. Joë est un chauffeur de taxi indépendant. Ses amis se battent contre les chauffeurs d'une grande compagnie. Parmi ces derniers, le frère d'Anna est victime d'un colis piégé. Or, ce colis appartenait à sa sœur. Dès lors, Anna est accusée et ne peut en échapper qu'en quittant les États-Unis. Son mari refuse et lui demande de se cacher.

## Fiche technique
- Titre original : Big City
- Titre français : La Grande Ville
- Réalisation : Frank Borzage

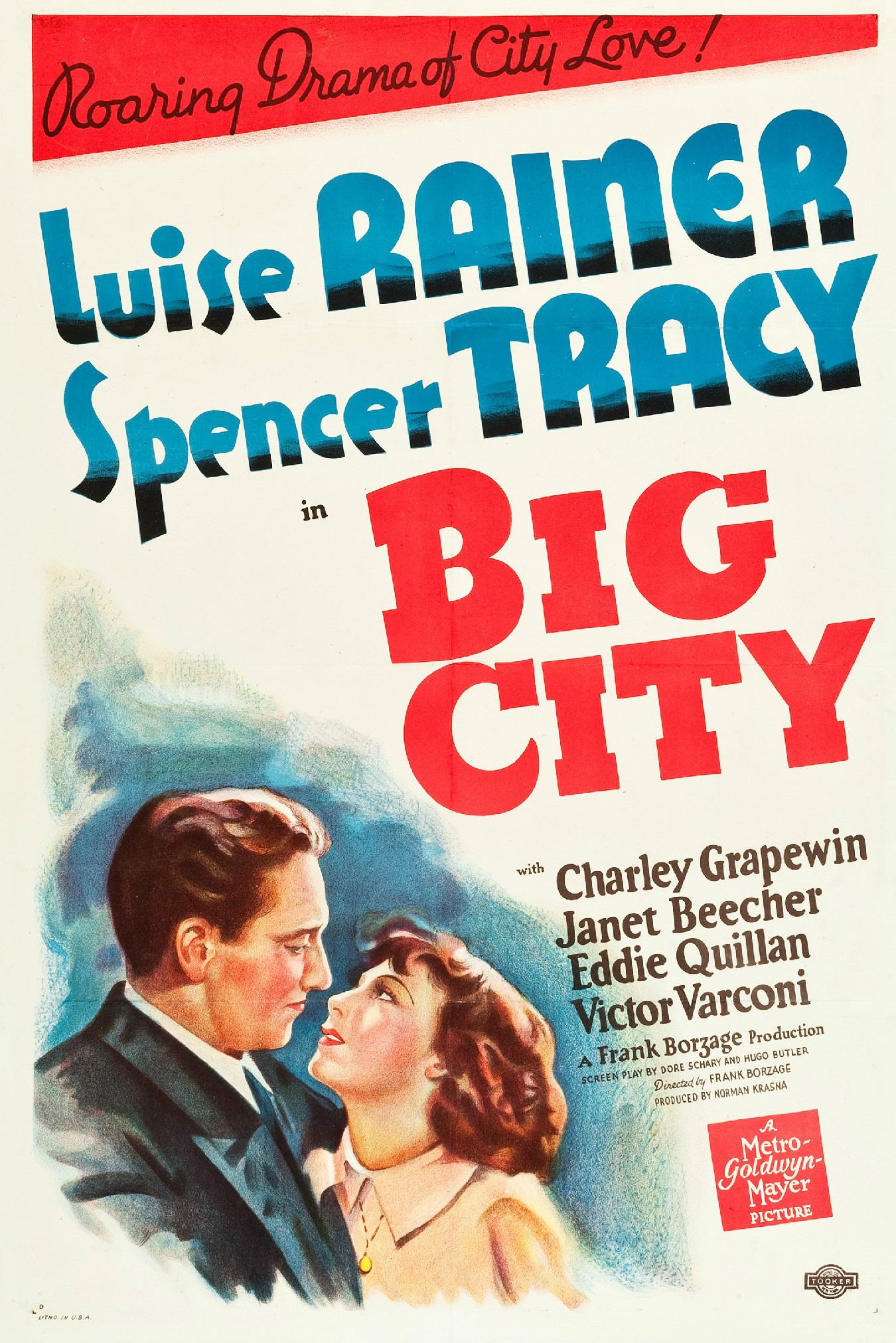
Affiche du film.

- Scénario : Dore Schary, Hugo Butler et Norman Krasna
- Direction artistique : Cedric Gibbons
- Costumes : Dolly Tree
- Photographie : Joseph Ruttenberg
- Son : Douglas Shearer
- Montage : Fredrick Y. Smith
- Musique : William Axt
- Production : Norman Krasna
- Société de production : Metro-Goldwyn-Mayer
- Société de distribution :  Loew's Incorporated
- Pays de production :  États-Unis
- Langue : anglais
- Format : Noir et blanc - 35 mm - 1,37:1 -  Son Mono (Western Electric Sound System)
- Genre : drame
- Durée : 80 min
- Date de sortie :
  - États-Unis : 3 septembre 1937

## Distribution
- Luise Rainer : Anna Benton
- Spencer Tracy : Joë Benton
- Charley Grapewin : le maire
- Janet Beecher : Sophie Sloane
- Eddie Quillan : Mike Edwards
- Victor Varconi : Paul Roya
- Oscar O'Shea : John C. Andrews
- Helen Troy : Lola Johnson
- William Demarest : Beecher
- John Arledge : Buddy 'Bud'
- Irving Bacon : Jim Sloane
- Guinn 'Big Boy' Williams : Danny Devlin
- Regis Toomey : Fred Hawkins
- Edgar Dearing : Tom Reilley
- Paul Harvey : Procureur de district Gilbert
- Andrew J. Tombes : Inspecteur Matthews
- Clem Bevans : Grand-père Sloan
- Grace Ford : Mary Reilley
- Alice White : Peggy Devlin
- Jack Dempsey : lui-même
- Jim Thorpe : lui-même

Acteurs non crédités
- Jules Cowles : Carl, un portier
- Joseph Crehan : Détective Curtis
- Frank Hagney : un chauffeur de taxi
- Mahlon Hamilton : un portier
- Harry Woods : Détective Miller